# De tre juveler
De tre Juveler eller de tre tilflugter i buddhismen
- Jeg tager min tilflugt til Buddha.
- Jeg tager min tilflugt til dharma.
- Jeg tager min tilflugt til sangha.

svarer til de kristnes trosbekendelse. Alle, der ønsker at blive  Buddhist, skal sige dem tre gange.
De tre linjer/tilflugter udgør i teorien hele Buddhismen, idet Buddha er dens oprindelse og mål, dharma er udbredelsen af dens lære og vej, og sangha udgør dens konkrete liv og hjælpere på vejen.
I sangha vælger man en personlig vejleder i form af en munk. Her adskiller Vajrayana-buddhismen sig dog, da det her er muligt at vælge en af de højeste lamaer som sin personlige vejleder. I dette tilfælde udvides De tre Juveler med en ekstra linje/tilflugt, der lyder: "Jeg tager min tilflugt til lama", den såkaldte lamatilflugt.